# Theocracy (videogioco)
Theocracy è un videogioco di strategia in tempo reale con componenti di strategia a turni ambientato in Centro America poco prima dell'arrivo degli spagnoli, durante immaginarie guerre tra civiltà precolombiane, in cui ci si deve occupare di un impero costruendo città e controllando gli eserciti; sviluppato da Philos Laboratories e distribuito nell'anno 2000.

## Modalità di gioco
La campagna per il gioco in singolo presenta una mappa strategica a turni relativa a varie zone che poi sono gli scenari delle battaglie, che avvengono con visuale isometrica in tempo reale. Sono presenti anche delle lezioni per imparare le nozioni di base del gioco ("tutorial").
Inoltre è possibile il gioco in gruppo su LAN e su Internet (con modem).

## Fazioni
Il gioco comprende 8 differenti fazioni, ciascuna caratterizzata da un colore specifico e da sue particolarità.
- Atlan (blu): La fazione controllata dal giocatore.
Occupa all'inizio la sola provincia Hall of Freedom, luogo da cui cominciare la lunga scalata verso la vittoria.
- Axocopan (viola): Fazione confinante con il giocatore.
Questo potente popolo aveva sottomesso gli Atlan, ma questi a un certo punto si sono ribellati, riconquistando la loro indipendenza.
Le loro province sono ricche di miniere di oro e di giada, ed i loro eserciti sono eterogenei e mediamente numerosi.
Utilizzano prevalentemente sacerdoti delle stelle.
Inizialmente controllano 8 province: Crying Springs, Halls of Fear, Lizard Harbour, Mirror of Kauni, Napochka's Castle, Shark Coast, Snake Throat, Stairs of the Rain.
- Teotitlan (azzurro): Fazione più a nord della mappa.
Si tratta del popolo più antico e potente del gioco, con eserciti estremamente numerosi, eterogenei, formati anche da potenti balliste come unità speciali, chiamate archi magici.
Utilizzano prevalentemente sacerdoti dello spirito.
In quanto conquistatori, danno poco valore alle alleanze.
Inizialmente controllano 7 province: Halls of Souls, Misty Peaks, Ratfields, Rockgates, Stairs of the Wind, Well of Souls, Wormgulch.
- Iztahuacan (rosso): Fazione confinante a Nord con i Teotitlan e a Sud con gli Axocopan.
Si tratta del secondo popolo più potente del gioco dopo i Teotitlan.
Molto belligerante e particolarmente zelante della magia, sarà il primo a muovere guerra durante la partita.
I loro eserciti sono molto numerosi, e utilizzano un numero di oggetti magici superiore a quelli degli altri popoli.
Rispetto alle altre fazioni, gli Iztahuacan contano su un utilizzo di sacerdoti più vario, prediligendo però quelli del sole.
Inizialmente controllano 6 province: Anaconda Fields, Answering Ravines, Halls of Might, Lizard Fields, Monkey Hills, Red Fields.
- Yaxuna (giallo): Fazione confinante a Nord con gli Axocopan e a Est con gli Huatepec.
Gli Yaxuna sono il terzo popolo più potente del gioco, ed il secondo più bellicoso dopo gli Iztahuacan.
Hanno eserciti numerosi e utilizzano come unità speciali i giaguari, letali in corpo a corpo, ma arma a doppio taglio in quanto divengono incontrollabili nel caso venga ucciso il domatore.
Il loro punto debole è la quasi mancanza di truppe da tiro fra le loro fila: gli Yaxuna prediligono il combattimento a breve distanza, e utilizzano quindi quasi prevalentemente guerrieri armati di spada.
Come sacerdoti prediligono la sfera della natura.
Di indole aggressiva, accettano difficilmente le alleanze, ma sono molto fedeli nel caso queste vengano stipulate.
Inizialmente controllano 7 province: Halls of Honour, Huap's Dam, Inka's Gate, Silversand, Spearhills, Sword Rings, Tuap's Dam.
- Huatepec (verde): Giovane fazione confinante unicamente a Est con gli Yaxuna.
Si tratta della fazione più ricca e pacifica del gioco.
Non attaccherà mai nessuno a meno che non venga attaccata per prima, e accetterà di buon grado le trattative diplomatiche.
Ha ottimi rapporti con gli Yaxuna, da cui è anche protetta: attaccare gli Huatepec significa inimicarsi anche gli Yaxuna.
Gli eserciti Huatepec sono formati principalmente da arcieri, e come sacerdoti prediligono la sfera della luna.
Inizialmente controllano 5 province: Hall's of Wealth, Mochi's Lagoon, Raider Paths, Root of Rivers, Tlaloc's Coast.
- Ribelli (grigio): Province neutrali controllate da popolazioni autoctone non sottomesse ad alcuna fazione.
Le province ribelli sono generalmente facili da conquistare, essendo difese da eserciti poco numerosi e malamente organizzati.
Alcune province ribelli saranno accompagnate da una quest che consentirà, in caso di vittoria, di sfruttare nuove unità speciali nel proprio esercito.
Due di queste regioni sono difese da nemici diversi rispetto al comune: una da demoni, ed un'altra da un drago.
- Conquistadores (nero): Si tratta del nemico di fine gioco, i Conquistadores spagnoli capeggiati da Cortes alla conquista del Nuovo Mondo, e giungeranno nel 1519.
Sono la fazione più potente in combattimento, potendo contare su unità corazzate e notevolmente più avanzate a livello tecnologico rispetto ai popoli aztechi (utilizzano fucili e cannoni, ed hanno unità corazzate a cavallo), e disponendo dei gesuiti, efficaci unità anti-sacerdote, in grado di annullare gli effetti delle magie lanciate su di loro e i loro compagni.
Il punto debole dei Conquistadores è che non possono rigenerare le unità perdute: in pratica quindi, una volta sconfitte le 3 orde previste, verranno sconfitti.